# Herre Krist vi dig nu prisa
Herre Krist vi dig nu prisa är en dansk måltidspsalm av Hans Thomissøn.

## Publicerad i
- Den svenska psalmboken 1694 som nummer 400 under rubriken "Måltidz Psalmer".
- 1695 års psalmbok som nummer 340 under rubriken "Måltijdz-Psalmer".[1]